# Емілія Саксонська
Емілія Саксонська (нім. Aemilia von Sachsen, 27 липня 1516, Фрайберг — 9 квітня 1591, Ансбах) — саксонська принцеса з альбертинської лінії Веттінів, донька герцога Саксонії Генріха IV та Катаріни Мекленбурзької, дружина маркграфа Бранденбург-Ансбаського Георга Благочесного.

## Біографія
Емілія народилась 27 липня 1516 року в Фрайберзі, де знаходилась резиденція її батька, Генріха Саксонського. Для нього та його дружини Катаріни це була друга дитина. В родині вже росла старша донька Сибілла. Сім'я займала замок Фроденштайн. За наступні десять років вона поповнилася ще трьома синами та донькою.
Батько був католиком, мати ж — ревною лютеранкою. Емілія також виховувалась в дусі лютеранства.
У 1521 році Генріх заклав місто Марієнберг. Там був збудований дім для нього і він часто навідувався туди із родиною.
У віці 17 років Емілія, першою з братів та сестер, взяла шлюб. Нареченим був 49-річний Генріх Бранденбург-Ансбахський, на прізвисько Благочесний. Він був спадковим принцом Бранденбург-Ансбаху і сином правлячого маркграфа Фрідріха I. Георг вже був двічі одружений і мав двох малолітніх доньок від попереднього шлюбу. Весілля відбулося 25 серпня 1533 року в Фрайберзі. У подружжя народилося четверо дітей.
У 1543 році Георг помер. Емілія стала опікуншею неповнолітнього Георгу Фрідріху. Вона дала сину глибоку гуманістичну освіту. До його повноліття правління країни здійснювалось регентською радою за участі Емілії, курфюрста Саксонії, курфюрста Бранденбургу та ландграфа Гессенського.
Маркграфиню змальовували як мудру, доброчесну та благочесну жінку. Ревна лютеранка, Емілія протидіяла поширенню у своїх володіннях католицтва.
Після досягнення сином 17-річчя, відійшла від справ і оселилася в наданому їй маєтку.
Померла 9 квітня 1591 року, переживши чоловіка ледве не на півстоліття.

## Цікаві факти
- Батько та чоловік Емілії носили прізвисько Благочесний (der Fromme).

## Родина
Чоловік — Георг Благочесний, маркграф Бранденбург-Ансбаський
Діти:
- Софія (1535—1587) — дружина герцога Легніцького Генріха XI, мала п'ятеро дітей;
- Барбара (1536—1591)
- Доротея Катаріна (1538—1604) — дружина бургграфа Мейсенського Генріха V фон Плауен, дітей не мала;
- Георг Фрідріх (1539—1603) — маркграф Бранденбург-Ансбахський, був двічі одружений, дітей не мав.